# Пии
Пии́ (укр. Пії) — село, входит в Мироновский район Киевской области Украины.
Население по переписи 2001 года составляло 1147 человек. Почтовый индекс — 08811. Телефонный код — 4574. Занимает площадь 20,74 км². Код КОАТУУ — 3222985401.

## Местный совет
08811, Киевская обл., Мироновский р-н, с. Пии, ул. Кирова 14